# John Egbunu
John Egbunu (Bauchi; 31 de octubre de 1994) es un baloncestista nigeriano que pertenece a la plantilla del Napoli Basket de la Lega Basket Serie A italiana. Con 2,08 metros de estatura, juega en la posición de pívot.

## Trayectoria deportiva

### Universidad
Jugó una temporada con los Bulls de la Universidad del Sur de Florida, en la que promedió 7,4 puntos, 6,2 rebotes y 1,3 tapones por partido, siendo incluido en el mejor quinteto rookie de la American Athletic Conference. Al término de la temporada fue transferido a los Gators de la Universidad de Florida, y se quedó fuera de la temporada 2014-15 según las reglamentación de la NCAA.
En los Bulls dirputó dos temporadas más, en las que promedió 10,0 puntos, 6,5 rebotes y 1,4 tapones por partido.

### Profesional
Tras no ser elegido en el Draft de la NBA de 2018, no fue hasta el 25 de septiembre de 2019 cuando Egbunu firmó un contrato con los Brooklyn Nets y asistió brevemente a su campo de entrenamiento, siendo cortado el 14 de octubre.
Egbunu se unió a los Long Island Nets y fue titular en 5 de 26 partidos jugados durante la temporada 2019-20. Se perdió varios partidos por un esguince de tobillo. Promedió 10,3 puntos 7,4 rebotes y 1,3 tapones por partido.
El 22 de septiembre de 2020 ingresó en la Liga de baloncesto de Corea del Sur después de unirse al Busan KT Sonicboom para la temporada 2020-21. Solo llegó a disputar cuatro partidos, en los que promedió 10,0 puntos y 5,7 rebotes.
El 29 de enero de 2021 fichó por el Pallacanestro Varese de la Lega Basket Serie A italiana (LBA) hasta el final de la temporada 2020-21. Promedió 8,4 puntos, 7,6 rebotes y 1,5 tapones por partido. Renovó con el equipo el 22 de julio. Promedió 11,0 puntos y 9,4 rebotes por partido. Su contrato fue rescindido el 24 de diciembre.
Al día siguiente fichó por el Hapoel Jerusalem de la Ligat ha'Al israelí. Allí acabó la temporada promediando 7,5 puntos y 4,7 rebotes por partido.
El 29 de junio de 2022 firmó contrato con el Gaziantep Basketbol de la Basketbol Süper Ligi turca.
El 18 de diciembre de 2024, fichó por el Río Breogan de la Liga Endesa española.
El 29 de enero de 2025, firma por el Napoli Basket de la Lega Basket Serie A italiana.